# Chiroderma villosum
Chiroderma villosum é uma espécie de morcego da família Phyllostomidae. Pode ser encontrada no México, Belize, Guatemala, El Salvador, Honduras, Nicarágua, Costa Rica, Panamá, Colômbia, Venezuela, Guiana, Suriname, Guiana Francesa, Brasil, Equador, Peru, Bolívia e Trinidad e Tobago.

## Taxonomia
A espécie e o gênero foram descritos na mesma publicação pelo zoólogo alemão Wilhelm Peters.  Atualmente são reconhecidas duas subespécies, Chiroderma v. villosum e C. v. jesupi, com a primeira ocorrendo na América do Sul cis-andina e a segunda ocorrendo na América do Sul trans-andina, na América Central e no sul do México.